# Yakov Eliashberg
Yakov Eliashberg (in russo Яков Матвеевич Элиашберг?; Leningrado, 11 dicembre 1946) è un matematico russo naturalizzato statunitense.
Ha conseguito il dottorato di ricerca all'Università di Leningrado nel 1972 sotto la direzione di Vladimir Rochlin. Dal 1972 al 1979 ha insegnato presso l'Università statale Syktyvkar della Repubblica dei Komi e dal 1980 al 1987 ha lavorato nell'industria del software. Nel 1988 si è trasferito negli Stati Uniti e dal 1989 è professore di matematica alla Stanford University.

## Premi
Eliashberg ha ricevuto il Premio della Società matematica di Leningrado nel 1972. Nel 1986, 1998 e 2006 è stato un relatore invitato al Congresso internazionale dei matematici. Ha tenuto diverse conferenze su invito in tutto il mondo. Nel 1995 ha ricevuto il Guggenheim Fellowship.
Nel 2001 ha ricevuto il Premio Oswald Veblen per la geometria dall'American Mathematical Society per il suo lavoro nella topologia simplettica e di contatto, in particolare per la sua dimostrazione della rigidità simplettica e lo sviluppo della topologia di contatto tridimensionale. Nel 2009 ha ricevuto il dottorato honoris causa dall'École normale supérieure de Lyon e nel 2017 il dottorato honoris causa dall'Università di Uppsala. Nel 2013 ha condiviso con Helmut Hofer il premio Heinz Hopf del Politecnico federale di Zurigo per la loro ricerca pionieristica nella topologia simplettica. Nel 2002 è stato eletto alla National Academy of Sciences degli Stati Uniti. Nel 2012 è diventato membro della American Mathematical Society. È stato anche membro del comitato di selezione per il premio Shaw per le scienze matematiche.
Nel 2016 ha ricevuto il Premio Crafoord per la matematica dall'Accademia svedese delle scienze per lo sviluppo della topologia di contatto e simplettica e per le scoperte rivoluzionarie dei fenomeni di rigidità e flessibilità. Nel 2020 ha ricevuto il Premio Wolf per la matematica insieme a Simon Donaldson.

## Pubblicazioni importanti
- Eliashberg, Y. Classification of overtwisted contact structures on 3-manifolds. Invent. Math. 98 (1989), no. 3, 623–637.
- Eliashberg, Yakov. Filling by holomorphic discs and its applications. Geometry of low-dimensional manifolds, 2 (Durham, 1989), 45–67, London Math. Soc. Lecture Note Ser., 151, Cambridge Univ. Press, Cambridge, 1990.
- Eliashberg, Yakov. Topological characterization of Stein manifolds of dimension >2. Internat. J. Math. 1 (1990), no. 1, 29–46.
- Eliashberg, Yakov; Gromov, Mikhael. Convex symplectic manifolds. Several complex variables and complex geometry, Part 2 (Santa Cruz, CA, 1989), 135–162, Proc. Sympos. Pure Math., 52, Part 2, Amer. Math. Soc., Providence, RI, 1991.
- Eliashberg, Yakov. Contact 3-manifolds twenty years since J. Martinet's work. Ann. Inst. Fourier (Grenoble) 42 (1992), no. 1-2, 165–192.
- Eliashberg, Y.; Givental, A.; Hofer, H. Introduction to symplectic field theory. GAFA 2000 (Tel Aviv, 1999). Geom. Funct. Anal. 2000, Special Volume, Part II, 560–673.
- Bourgeois, F.; Eliashberg, Y.; Hofer, H.; Wysocki, K.; Zehnder, E. Compactness results in symplectic field theory. Geom. Topol. 7 (2003), 799–888.

## Libri
- Eliashberg, Yakov M.; Thurston, William P. Confoliations. University Lecture Series, 13. American Mathematical Society, Providence, RI, 1998. x+66 pp. ISBN 0-8218-0776-5
- Eliashberg, Y.; Mishachev, N. Introduction to the h-principle. Graduate Studies in Mathematics, 48. American Mathematical Society, Providence, RI, 2002. xviii+206 pp. ISBN 0-8218-3227-1
- Cieliebak, Kai; Eliashberg, Yakov. From Stein to Weinstein and back. Symplectic geometry of affine complex manifolds. American Mathematical Society Colloquium Publications, 59. American Mathematical Society, Providence, RI, 2012. xii+364 pp. ISBN 978-0-8218-8533-8